# Ewa Narkiewicz-Niedbalec
Ewa Teresa Narkiewicz-Niedbalec – polska socjolog, dr hab. nauk humanistycznych, profesor uczelni Instytutu Psychologii Wydziału Pedagogiki, Psychologii i Socjologii Uniwersytetu Zielonogórskiego.

## Życiorys
W latach 1983–1986 odbyła studia pedagogiczne i filologiczne w Wyższej Szkole Pedagogicznej im. Tadeusza Kotarbińskiego w Zielonej Górze, 25 czerwca 1993 obroniła pracę doktorską Społeczne zróżnicowanie aktywności i aspiracji kulturalnych uczniów i rodziców - mieszkańców średniego miasta, 28 marca 2008 habilitowała się na podstawie pracy zatytułowanej Socjalizacja poznawcza uczącej się młodzieży. Studium z zakresu socjologii wiedzy i edukacji. Została zatrudniona na stanowisku profesora nadzwyczajnego w Zakładzie Metodologii Badań Społecznych na Wydziale Pedagogiki, Psychologii i Socjologii Uniwersytetu Zielonogórskiego.
Była kierownikiem w Zakładzie Metodologii Badań Społecznych i dziekanem na Wydziale Pedagogiki, Socjologii i Nauk o Zdrowiu Uniwersytetu Zielonogórskiego.
Jest profesorem uczelni w Instytucie Pedagogiki na Wydziale Pedagogiki, Psychologii i Socjologii Uniwersytetu Zielonogórskiego i zastępcą prezesa Lubuskiego Towarzystwa Naukowego.